# Laci Green
Pour les articles homonymes, voir Green.
Laci Green (née le 18 octobre 1989) est une militante féministe pro-sexe et vidéaste Web américaine. Elle est la présentatrice de Braless, la chaîne Youtube de MTV pendant douze semaines en 2014.

## Biographie

### Éducation
Née à Salt Lake City dans l'Utah, elle grandit à Portland avant d'emménager en Californie, à San Francisco plus particulièrement. Originaire d'une famille mormone, elle quitte la congrégation à l'adolescence. Laci Green est diplômée de l'Université de Californie à Berkeley en droit et en éducation.
Elle travaille pendant quelques années comme conseillère dans une clinique pour femmes victimes de violences conjugales et sexuelles à Oakland.

### Carrière
Elle commence à poster des vidéos sur YouTube en 2007, tournant des vidéos sur l'athéisme. Un an plus tard, elle lance sa chaîne Sex+ où elle parle de sexualité. Cette création résulte de son envie de trouver des réponses à ses questions et du manque d'informations rencontré sur Internet. Elle décide alors de faire des vidéos pour créer un endroit où parler de sexualité sans tabou.
Face au succès de sa chaîne, elle débute un partenariat avec le Planning familial américain pour donner des conférences dans leurs centres,. Elle en donne également dans de nombreuses universités américaines.
Elle est engagée par la chaîne MTV pour présenter la première chaîne YouTube de la marque nommée Braless, dans laquelle elle discute de pop culture sous le prisme de la sexualité et des études de genre.
Le 18 janvier 2013, elle apparaît dans un épisode de Dr. Phil, un talk-show sur CBS pour parler du slut-shaming, de la façon dont cela dégrade les femmes dans un épisode nomme « Girls who bash girls who dress sexy ».
Au 26 décembre 2018, sa chaîne YouTube est suivie par près d'1,5 million de personnes.

### Polémiques
Elle est victime de menaces de mort par des internautes après qu'une ancienne vidéo où elle utilise le mot « tranny » (adjectif péjoratif faisant référence aux transgenres) ait ressurgi. Elle efface la vidéo et présente ses excuses avant de quitter la plateforme YouTube pendant 5 mois.
En août 2017, elle décide de faire une vidéo de débat avec la youtubeuse antiféministe, Blaire White, créant la polémique sur Internet où les militants féministes avouent que dialoguer avec leurs opposants peut être nuisible et dangereux. Peu de temps après, une de ses vidéos étant accusée d'être transphobe, elle décide de quitter YouTube pendant quelques mois. 

### Reconnaissance
En 2016, elle est l'une des trente personnes les plus influentes sur Internet selon le magazine Time.

## Ouvrage
- (en) Sex Plus : Learning Loving and Enjoying your Body, HarperCollins, 2018, 528 p. (ISBN 978-0-06-256097-1)